# Ta vie ton choix
Ta Vie Ton Choix est une corporation québécoise fondée en 2010 et accusée de pratiquer les thérapies de conversions . Elle est dissoute en 2021, mais le site web est toujours actif en 2023.

## Historique
L'organisation est fondé en 2010 par Michel Lizotte, ancien journaliste de Radio Canada et TVA. Il travaille avec Georges Buscemi, président du groupe Campagne Québec-Vie, un groupe militant contre l'avortement au Québec.
Le groupe vérifie rigoureusement le passé de ses clients et propose jusqu'à deux ans de séances hebdomadaires pour un coût pouvant aller jusqu'à 12 000 dollars.
L'organisme est dissous en 2021 à la suite du dépôt d'une proposition de loi par le Québec sur l'interdiction des thérapies de conversion en octobre 2020, mais le site web est encore actif en 2023 et est géré par Robert L. Vazzo, qui propose ses services à distance depuis le Nevada.